# メンテース
メンテース（古希: Μέντης, Mentēs）は、ギリシア神話の人物である。長母音を省略してメンテスとも表記される。主に、
- キコーン人の王
- タポスの王

が知られている。以下に説明する。

## キコーネスの王
このメンテースは、キコーネス人の王である。トロイア戦争でトロイアを救援して戦った。パトロクロスの遺体を守って戦うメネラーオスがエウポルボスを殺したとき、ヘクトールはそのことを知らずに走り去るアキレウスの不死の馬を追いかけていた。そこでアポローンはメンテースの姿を借りて現れて、ヘクトールに「いつまでも追いつけないものを追いかけるべきではない、そんなことをしているうちにエウポルボスが死んでしまったぞ」と注意を促した。ヘクトールが戦線を見渡すと、ちょうどメネラーオスがエウペルボスの遺体から甲冑を奪うところであったので、戦車の向きを変えてメネラーオスと戦うべく向かって行った。そのためメネラーオスはヘクトールと戦うことを望みつつも敵に囲まれることを恐れて遺体を残して後退した。

## タポスの王
このメンテースは、タポスの王である。ホメーロスはアンキアロスの子と伝えている。女神アテーナーはイタケー島の王オデュッセウスの館を訪れた際に青銅の槍を携えたメンテース王の姿に変身し、テーレマコスに会った。メンテース（アテーナー）はタポスの王族とイタケーの王族は代々付き合いがあり、オデュッセウスとも古い友人の間柄であり、帰国の噂を耳にしたので、銅を求めて異国の都市テメセーに鉄を運ぶ途中にイタケーに立ち寄ったのだと語った。アテーナーはテーレマコスから、オデュッセウスが行方不明となり生死が明らかでないためにペーネロペーに多くの求婚者が館に居座って財産を浪費している現状を聞き出すと、憤慨して求婚者を追い払うためにピュロスの老王ネストールとスパルタのメネラーオス王に会ってオデュッセウスの所在を尋ねるべきと助言した。